# Carlos Congote
Carlos Congote  (Medellín; 6 de mayo de 1970) es un actor, cantante y tenor colombiano.

## Carrera
Carlos Congote nació el 6 de mayo de 1964 en la ciudad de Medellín. 
En 1987 integró el reparto de la telenovela Lola Calamidades, uno de sus primeros papeles en la televisión colombiana. Tres años después protagonizó la telenovela de suspenso ¿Por qué mataron a Betty si era tan buena muchacha? y en 1992 interpretó a Antonio en la popular telenovela En cuerpo ajeno. Fernando Escandón fue su siguiente interpretación en televisión en Las aguas mansas en 1994 y un año después apareció en el elenco de Si nos dejan. Finalizó la década de 1990 con una aparición en la telenovela ¿Por qué diablos?
Ha trabajado también en otras producciones de televisión y cine como Tres Caínes, 5 viudas sueltas, El Estilista, Narcos 3, La ley del Corazón 2 y Distrito salvaje de Netflix.

## Filmografía

### Televisión y cine
- 2023 - Línea de tiempo
- 2021 - El Cartel de los Sapos: el origen
- 2019 - Distrito salvaje
- 2018 - La ley del corazón 2
- 2018 - Sin senos si hay paraíso
- 2017 - Narcos temporada 3
- 2017 - Paraiso travel
- 2016 - Love and Coffe
- 2014 - El estilista
- 2013 - Mamá también
- 2013 - 5 viudas sueltas
- 2013 - Tres Caínes
- 2007 - Mayday out of Sight
- 2007 - Regenesis Season 2
- 2004 - Zero Hour: Killing the King of Cocaine
- 1999 - ¿Por qué diablos?
- 1996 - Mascarada
- 1995 - Si nos dejan
- 1995 - Géminis
- 1994 - Las aguas mansas
- 1993 - La fuerza del poder
- 1992 - En cuerpo ajeno
- 1991 - ¿Por qué mataron a Betty si era tan buena muchacha?
- 1989 - El segundo enemigo
- 1988 - Zarabanda
- 1988 - Dejémonos de vainas
- 1987 - Lola Calamidades
- 1987 - El ángel de piedra

### Teatro
- Drama en la cacería, de Antón Chéjov
- Zarzuela, Producción Teatro Real de Madrid
- Moments, dirigida por Jaime Escallon, Karen Gildo y Robert Gill
- Turandot, Opera de Colombia
- Aurish, Modern Times Stage Company, Toronto
- La noche de la iguana, dirigida por John Strasberg, New York
- A Clear Midnight, dirigida por Germán Jaramillo, ID Studios, New York
- Los entremeces, dirigida por Pawel Nowinski
- Baile de máscaras, Ópera de Colombia
- El oso de Chejov, dirección John Strasberg, Nueva York

## Premios
- Royal Conservatory of Music. Festival de música. Medalla de Bronce. "ARCT" 2010 Toronto, Canadá
- Festival Kiwanis. Medalla de Plata. Categoría: Oratorio. Toronto 2010
- Conservatorio Real de Música. Beca: Margaret Gardiner Laidman. 2006 al 2008
- Isaac Momott 2008/2009
- Alice Gardiner Duff Memorial. 2010/2011
- Actor Revelación, Premio Simon Bolivar, Serie Segundo Enemigo